# Perikles
Perikles (ca. 495 f.Kr. – 429 f.Kr.) var en græsk politiker, general og leder af folkepartiet i Athen, som fik magten i 462 f.Kr.
Han var leder af Athens demokrati. Perikles gav folket medbestemmelse, mens hans diametrale modsætning i Sparta betvang det. 
Perikles' mål var at gøre Athen til den førende græske stat. Da fredsaftalen mellem Sparta og Athen 446-445 f.kr. blev brudt pga. Athens voksende flåde, førte modsætningerne til den peloponnesiske krig. Krigen svækkede folkets tro på Perikles, men han blev valgt igen i 429 f.Kr., dog kun som strateg. I en gravtale til det athenske folk (gengivet af historikeren Thukydid) i begyndelsen af bogen om den peloponnesiske krig (ca. 431 f. kr.), priste Perikles Athen for dets åbenhed og veludviklede demokrati. (Uddrag af denne tale blev hængt op i alle engelske busser under 1. verdenskrig for at minde briterne om, hvad de kæmpede for.) 
Perikles udsmykkede Athen i samarbejde med kunstneren Fidias. Han lod bl.a. opføre Parthenon på Akropolis som et monument over Athens sejr i perserkrigene.
Perikles døde af pest kort efter krigens begyndelse.

- Wikimedia Commons har flere filer relateret til Perikles

1. ↑  Navnet er anført på bokmål og stammer fra Wikidata hvor navnet endnu ikke findes på dansk.
2. ↑  Navnet er anført på engelsk og stammer fra Wikidata hvor navnet endnu ikke findes på dansk.
3. ↑  Navnet er anført på engelsk og stammer fra Wikidata hvor navnet endnu ikke findes på dansk.
4. ↑  Navnet er anført på engelsk og stammer fra Wikidata hvor navnet endnu ikke findes på dansk.
5. ↑  Navnet er anført på engelsk og stammer fra Wikidata hvor navnet endnu ikke findes på dansk.